# Ribeirão do Meio
Ribeirão do Meio är ett vattendrag i Brasilien.   Det ligger i delstaten Paraná, i den södra delen av landet, 900 km söder om huvudstaden Brasília.
Omgivningarna runt Ribeirão do Meio är huvudsakligen savann. Runt Ribeirão do Meio är det mycket glesbefolkat, med 7 invånare per kvadratkilometer.